# 小田急2000形電車
小田急2000形電車（おだきゅう2000がたでんしゃ）は、小田急電鉄（小田急）が1995年（平成7年）から運用している通勤型車両。
小田急では、編成表記の際「新宿寄り先頭車両の車両番号（新宿方の車号）×両数」という表記を使用しているため、本項もそれに倣い「2051×8」のように表記する。また、特定の車両は車両番号から「デハ2400番台」などのように表記し、小田原方面に向かって右側を「山側」、左側を「海側」と表記する。

## 概要
新宿発着の各駅停車8両編成化を推進する目的で、1995年に2編成が登場した。その後は2600形（NHE車）8両編成の置き換え用として2001年（平成13年）まで断続的に増備が続けられ、最終的には8両×9編成の合計72両が製造された。
基本設計と意匠は1000形に準じているが、座席数を確保しつつ客用扉の幅を拡大したのが大きな特徴となっている。
1995年（平成7年）に当時の通商産業省よりグッドデザイン商品に選定された。

### 登場の経緯
小田急では1990年（平成2年）から1000形の一部の車両で、乗降時間の短縮を図って客用扉の幅を2mに拡大したワイドドア車両を運用していた。乗降時間の短縮自体は効果があったものの、扉幅拡大による座席定員の減少が問題視された。1991年に1000形ワイドドア車両を増備した際に座席定員の増加を図る一方で、在来通勤車両と同等の座席定員確保と乗降時間の短縮を両立するために、モックアップによる乗降試験も含めた検討が行なわれた。この結果、座席定員の確保には客用扉間の座席を7人がけとし、客用扉の幅は1,600mm程度とすることが最適という結論となった。
一方で、電子機器や走行装置のシステムについても、高性能かつメンテナンスフリーの機器類が開発されていたことから、1000形をベース車両として車体構造の変更や各種機器の見直しを行なった。設計にあたって、騒音や振動の少ない「環境にやさしい車両」、快適に乗車できる「お客さまにやさしい車両」、旅客の案内や安全確保に専念できるように付随的な作業を自動化した「乗務員・駅員にやさしい車両」、熟練を要する機器の排除や機器のモニター監視などを可能にした「保守にやさしい車両」、といったテーマを掲げた車両として登場したのが本形式である。

## 車両概説
本節では登場当時の仕様を基本として、改造等による変更点は沿革の節で後述する。
全長20m級の車両による8両固定編成が製造された。基本設計は10両編成であり、中間の2両（M3車とT3車 ）を除いた編成形態になっている。形式は先頭車が制御車のクハ2050形で、中間車は電動車のデハ2000形と付随車のサハ2050形である。車両番号は、巻末の編成表を参照のこと。

### 車体
先頭車は車体長19,650mm・全長20,150mm、中間車は車体長19,500mm・全長20,000mmで、車体幅は当時の帝都高速度交通営団（営団地下鉄）千代田線への乗り入れを考慮して、1000形と同じ2,860mmとした。車体は1000形と同様にステンレス鋼製としたオールステンレス車両で、ステンレスの輝きを和らげるために表面をダルフィニッシュ（梨地）仕上げとしている。車体断面形状や構成部材も1000形と同様にしたが、先頭車については後述する車椅子スペースを設置したことにより、全長が150mm長くなっている。側腰板と側梁の接続部分には化粧板としてステンレス板を貼っている。また、小田急では初めて転落防止幌を車体側面の連結面間に設置した。車体は千代田線乗り入れ用機器の搭載ができるよう配線等が準備工事されている。
前面は中央に貫通扉を配した貫通型で、1000形と共通の繊維強化プラスチック (FRP) 製成型品を使用したため1000形とほぼ同じであるが、車両番号の位置と色が異なる、正面窓下部が裏側から補強されているなど細部が異なる。側面客用扉は各車両とも4箇所で、乗務員室（運転室）に隣接する箇所のみ1,300mm幅、それ以外の箇所は全て1,600mm幅の両開き扉である。扉はそれまでの骨組み構造からペーパーハニカム構造に変更して軽量化を図ったほか、扉のガラスは指挟み防止対策として、二重構造（複層ガラス）とすることによって扉本体との段差を解消した。乗務員室の扉には、車庫内での開閉を容易にするために扉下部に手掛けを設けた。車体側面を滴る雨水落下の防止対策として、側面の客用扉・乗務員室扉とも上部には雨樋を設けた。車両間の貫通路は800mm幅で、妻面の窓は固定窓とした。
側面窓の配置は、客用扉間には戸袋窓と2枚1組の一段下降窓を配し、車端部には戸袋窓のみが配置されている。下降窓にはスパイラルバランサーを内蔵し、開閉を容易にすると同時に保守の軽減を図っている。前面・側面とも種別・行先表示器はLED式を採用した。登場時は、3色LEDであったが、2009年からフルカラーLEDに交換され、現在は全編成がフルカラーLEDとなっている。

### 内装
座席はすべてロングシートで、客用扉間に7人がけ、客用扉と連結面の間には3人がけの座席が配置される。小田急の通勤車両では初めてバケットシートを採用し、着席位置を明確にすることによって定員乗車の促進を図った。座席の表地は通常の座席は赤系統の抽象柄、優先席（シルバーシート）は青系統の抽象柄とした。内装は「さわやかさと暖かみ」のあるものとし、淡いピンク色を基調とした化粧板で構成している。床面は中央部が薄い青緑系の縞模様、通路両側にあたる部分では石目模様とした。扉脇の手すりについては、それまで手すり下端の高さが床から800mmだったものを400mmに延長し、幼児の戸袋への引き込み事故防止を図った。各車両の客用扉上部には、LEDフリーパターン式の案内表示器を千鳥配置で設置した（2051×8と2052×8にのみ設置されていた路線図案内式表示装置は2002年（平成14年）に列車種別の増加に伴い撤去された。）。放送装置は自動放送を主体とし、車内のどの位置でも最適な音量・音質となるように改良し、スピーカーを5個から9個に増設した。
| 袖仕切り交換後の2000形の車内 |  | 2051×8・2052×8に設置されていた路線図式案内装置 |
| 袖仕切り交換後の2000形の車内 |  | 2051×8・2052×8に設置されていた路線図式案内装置 |

先頭車の車端部には小田急の通勤車両では初めて車椅子スペースを設け、乗務員と対話が可能な非常通報装置も設置された。対話式非常通報装置は先頭車両以外にも設置されている。袖仕切りは、登場時、小型であったが、2010年頃から大型の物に交換された。袖仕切りの色は2種類あり淡い青緑色の編成と淡いピンク色の編成がある。
製造年を示す銘板はプレート式で、和暦での表記がなされている。

### 主要機器
運転台は、後述するように全電気指令式ブレーキを採用したことからデスクタイプとなった。主幹制御器とブレーキ設定器とも力行4ノッチ、常用8ステップ、非常ステップの水平回転式2ハンドル仕様である。速度計は千代田線の乗り入れに対応した車内信号対応タイプのものである。計器盤には光電タッチ入力式のモニタ装置を組み込んだが、このモニタ装置は1000形の同装置に大幅な機能向上を加えたもので、主要機器のモニタリング機能に加えて検修機能も有している。検修機能は出庫整備の容易化を図るもので、集電装置の上昇や電動空気圧縮機・前照灯・蓄電池の充電状態の把握のほか、インバータ制御装置やブレーキ装置については動作試験も可能である。また、試運転時の加減速測定機能や停車駅予告機能も組み込まれた。さらに、空調装置や車内外の案内表示、自動放送の集中管理を行うとともに、乗車率や温度・湿度の表示も可能である。警笛は空気笛と共に電子笛が採用され、八幡電気産業製のYA-95033型が搭載された。
主電動機は出力175kWのかご形三相誘導電動機である三菱電機製のMB-5061-A形を採用した。制御装置はIGBT素子3レベル方式のVVVFインバータ制御装置である三菱電機製MAP-178-15V49形(1700V/400A)を採用し、デハ2100番台とデハ2400番台の車両に設置した。インバータ1基で主電動機4台を制御する (1C4M) ユニットを1群とし、1台の装置の中に2群のインバータを収めている。駆動方式はWNドライブで、歯数比は99:14=7.07に設定した。起動加速度は当初 2.7 km/h/sであったが、1998年（平成10年）のダイヤ改正時に 3.3 km/h/sに引き上げられた。制動装置（ブレーキ）は小田急の通勤車両では初めての採用となる回生制動併用全電気指令式電磁直通制動 (MBSA-R) で、ブレーキの応答性を高めるために台車中継弁を設置している。
| 電動台車 SS143 |  | 付随台車 SS043 |
| 電動台車 SS143 |  | 付随台車 SS043 |

台車は小田急では初めてボルスタレス台車を採用した。電動台車が住友金属工業製SS143、付随台車は住友金属工業製SS043で、いずれも車輪径860mmで牽引装置をZリンクとしたモノリンク式軸箱支持形である。防音リング付車輪とすることで走行音の低減を図ったほか、準備工事としてヨーダンパ取り付け座を設けている。基礎制動装置はシングル式（片押し式）である。集電装置は東洋電機製造PT-4212菱枠パンタグラフをデハ2100番台・デハ2300番台・デハ2400番台の車両に1台ずつ設置した。
冷房装置については、11,500kcal/h（13.37kW）の能力を有し、オーバーヘッドヒーターを内蔵するCU-195E形集約分散式冷房装置を1両あたり4台搭載した（1両あたり46,000kcal/h（53.49kW））。補助送風装置としてラインデリアを装備し、首振り角度を拡大した上、風速を2段に切り替え可能な機能を持たせた。補助電源装置は、200kVAの自動受給電装置付のIGBT素子式静止形インバータ (SIV) をデハ2000番台・デハ2300番台の車両に搭載した。電動空気圧縮機 (CP) は1・2次車がレシプロ式のC-2000LA、3次車は交流駆動スクロール式のRC1500をともにデハ2000番台・サハ2250番台・デハ2300番台の車両に搭載し製造されたが、後に全車が交流駆動スクロール式マルチユニットタイプのMBU1600T-1Aへ交換された。

## 沿革
| 新松田駅で搬入を待つ2051×8（新宿側4両） |  | 当初は準急運用にも投入された。通過表示灯が点灯している |
| 新松田駅で搬入を待つ2051×8（新宿側4両） |  | 当初は準急運用にも投入された。通過表示灯が点灯している |

1994年（平成6年）末に1次車となる2051×8・2052×8の2編成が導入され、1995年（平成7年）3月4日のダイヤ改正より営業運転を開始し、新宿発着の各駅停車や準急での運用を開始した。2051×8は1997年（平成9年）5月より側窓ガラスに遮光フィルムを貼り付けして、その効果の試験を実施した。当初は編成中2両のみであったが、翌年1998年（平成10年）4月には全車が交換。同編成は巻上げカーテンを撤去している。この試験結果は3次車に反映された。
1998年（平成10年）には2次車となる2053×8の1編成が導入されたが、この編成からは側腰板と側梁の接続方法をインダイレクト方式に変更し、前面の通過表示灯が廃止されたほか、車内案内表示装置は全てLEDスクロール式に統一した。なお、1999年5月から7月にかけてクハ2053に電気連結器を設置し、ブレーキ読み替え装置の試験を行なった。このとき通常の小田急では見られない12両編成での試運転となり、鉄道ファンから注目を集めた。試験終了後に電気連結器は撤去され、ブレーキ読み替え装置は2代目3000形で本格採用となった。
| 1998年の増備車（2053×8）から通過表示灯は廃止された |  | 種別・行先表示器がフルカラーLEDとなった2052×8 |  | 帯色が変更された2051×8 |
| 1998年の増備車（2053×8）から通過表示灯は廃止された |  | 種別・行先表示器がフルカラーLEDとなった2052×8 |  | 帯色が変更された2051×8 |

2000年（平成12年）から2001年にかけて3次車として2054×8 - 2059×8の6編成が増備され、2600形を置き換えることになったが、この時最初に増備された2054×8では、2000年（平成12年）度に廃車となった2600形2666×8から主電動機と制御装置といった主回路機器を流用した。この増備車からは車内の7人掛け座席間に縦握り棒（スタンションポール）を設置し、客室側窓のガラスを遮光ガラスとして、カーテンの設置を省略した。そのほか、優先席部の荷棚高さとつり革の高さを100mm低くしたり（合わせて一般席部のつり革は50mm低下）、車椅子スペースの設置場所を乗務員室側に変更した。機器面では電動空気圧縮機がレシプロ式からスクロール式に変更されたほか、クハ2050形（両先頭車）に滑走防止制御装置を新設、また屋根上の冷房装置カバーに車外スピーカーが新設され、車外放送機能を追加した。
2000年代には全車両のパンタグラフが菱形からシングルアーム式に交換された。
2007年（平成19年）度より、滑走防止制御装置と新しい保安装置であるD-ATS-P装置の設置工事が開始され、2009年度に全車両の対応が終了した。同時にEB装置の搭載と防護無線の改良が実施された。また、2009年2月から、前面と側面種別・行先表示器がフルカラーLEDに交換された。2010年前半には2054×8の座席端の袖仕切を大形板へ交換する工事を実施した。また、2052×8は2012年前半に袖仕切と握り棒を変更した
さらに2012年（平成24年）2月には、2051×8と2052×8の帯色が、従来の「ロイヤルブルー」から2代目4000形と同じ「インペリアルブルー」に変更された。現在は2059×8以外の車両が「インペリアルブルー」となっている。
2012年より前述の空気圧縮機の取替が進み、全車完了している。

## 運用

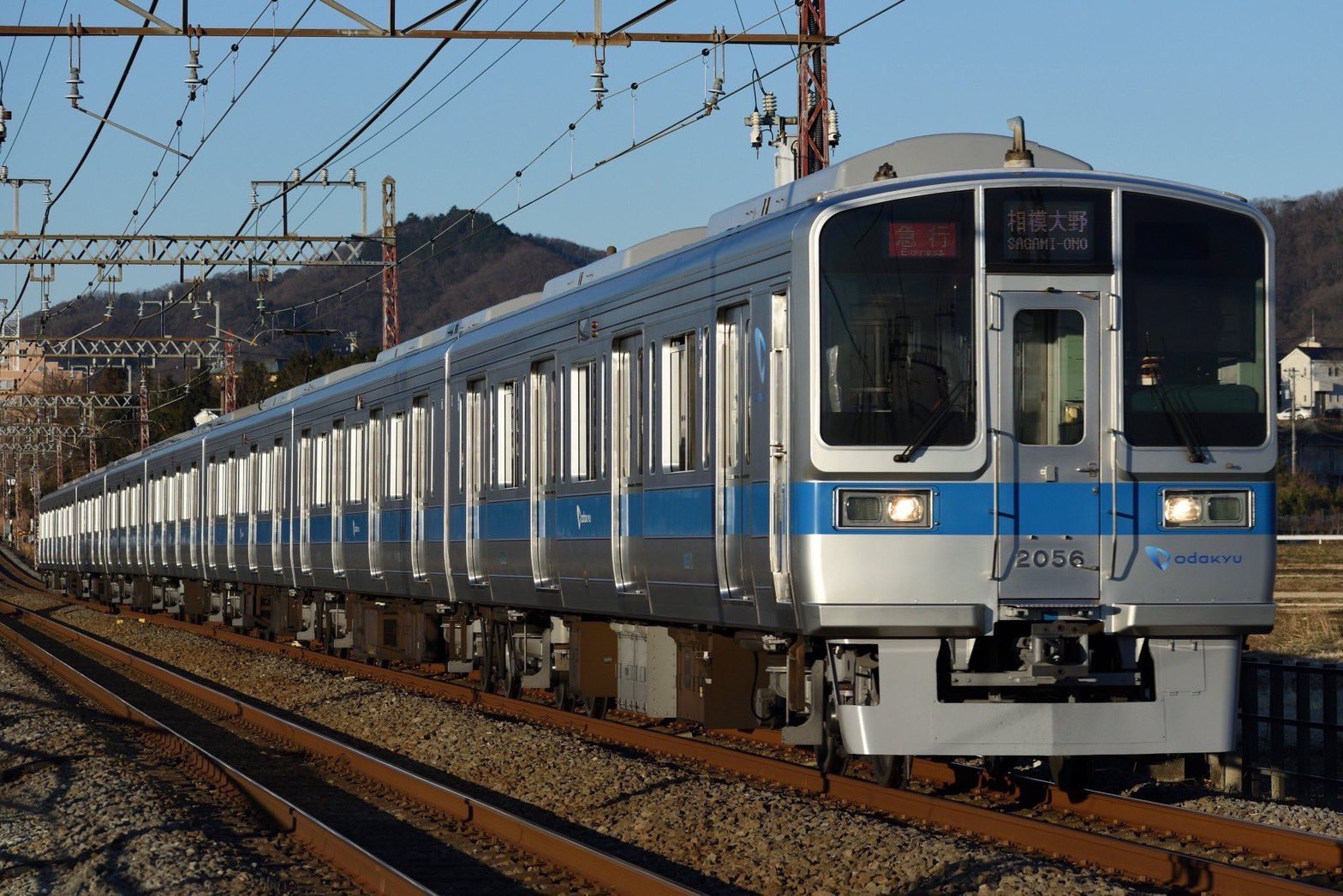
急行として使用されていた2000形

現在は通常、各駅停車で運行され、新宿駅から秦野駅（平日朝1本のみ。ほとんどは本厚木駅までで平日のごくわずかと土休日の毎時1本のみ伊勢原駅まで）および新百合ヶ丘駅から唐木田駅の多摩線（深夜下り、早朝上りのみ）で運用されている。
2022年11月現在、速達種別に使われていないが、2004年から2016年の間は区間準急でも運用された他、2005年頃までは準急でも使用され、2018年~2019年には通勤急行にも使用、また2022年3月のダイヤ改正前までは急行でも使用されていた。ダイヤが乱れると、速達種別に使われる場合があるほか、稀に小田原駅までの運用に入ることもある。
また、現在、定期で江ノ島線へ入線する運用は存在しない。
本形式は当初、千代田線に乗り入れることも想定されていたが、2007年に4000形が登場したこともあり、最終的に千代田線に乗り入れることはなかった。

## 編成表
凡例Tc …制御車、M …電動車、T…付随車、CON…制御装置、SIV…補助電源装置、CP…電動空気圧縮機、PT…集電装置
|          | ← 新松田・唐木田新宿 → | ← 新松田・唐木田新宿 → | ← 新松田・唐木田新宿 → | ← 新松田・唐木田新宿 → | ← 新松田・唐木田新宿 → | ← 新松田・唐木田新宿 → | ← 新松田・唐木田新宿 → | ← 新松田・唐木田新宿 → | 備考  | 備考                           |
| 号車     | 1                      | 2                      | 3                      | 4                      | 5                      | 6                      | 7                      | 8                      | 備考  | 備考                           |
| 形式     | クハ2050               | デハ2000               | デハ2000               | サハ2050               | サハ2050               | デハ2000               | デハ2000               | クハ2050               | 備考  | 備考                           |
| 区分     | Tc2                    | M5                     | M4                     | T2                     | T1                     | M2                     | M1                     | Tc1                    | 備考  | 備考                           |
| 搭載機器 |                        | CON, PT                | SIV, CP, PT            | CP                     |                        | CON, PT                | SIV, CP                |                        | 備考  | 備考                           |
| 自重     | 28.0t                  | 36.7t                  | 35.9t                  | 28.5t                  | 26.9t                  | 36.7t                  | 35.8t                  | 28.1t                  | 備考  | 備考                           |
| 定員     | 146                    | 158                    | 158                    | 158                    | 158                    | 158                    | 158                    | 146                    | 備考  | 備考                           |
| 車両番号 | 2451                   | 2401                   | 2301                   | 2251                   | 2151                   | 2101                   | 2001                   | 2051                   | 1次車 | 通過表示灯が残存               |
| 車両番号 | 2452                   | 2402                   | 2302                   | 2252                   | 2152                   | 2102                   | 2002                   | 2052                   | 1次車 | 通過表示灯とカーテンが残存     |
| 車両番号 | 2453                   | 2403                   | 2303                   | 2253                   | 2153                   | 2103                   | 2003                   | 2053                   | 2次車 | カーテンが残存                 |
| 車両番号 | 2454                   | 2404                   | 2304                   | 2254                   | 2154                   | 2104                   | 2004                   | 2054                   | 3次車 | 2600形2666×8から一部機器を流用 |
| 車両番号 | 2455                   | 2405                   | 2305                   | 2255                   | 2155                   | 2105                   | 2005                   | 2055                   | 3次車 |                                |
| 車両番号 | 2456                   | 2406                   | 2306                   | 2256                   | 2156                   | 2106                   | 2006                   | 2056                   | 3次車 |                                |
| 車両番号 | 2457                   | 2407                   | 2307                   | 2257                   | 2157                   | 2107                   | 2007                   | 2057                   | 3次車 |                                |
| 車両番号 | 2458                   | 2408                   | 2308                   | 2258                   | 2158                   | 2108                   | 2008                   | 2058                   | 3次車 |                                |
| 車両番号 | 2459                   | 2409                   | 2309                   | 2259                   | 2159                   | 2109                   | 2009                   | 2059                   | 3次車 | 唯一、ロイヤルブルー帯を維持   |